# Edward Somerset, 4:e earl av Worcester
Edward Somerset, 4:e earl av Worcester, född cirka 1568, död 3 mars 1628, var en engelsk aristokrat. Han föddes som den enda sonen till William Somerset, 3:e earl av Worcester och hans fru Christian North. Den 21 februari 1589 efterträdde han sin far som earl av Worcester och 1593 blev han medlem av Strumpebandsorden.
Worcester var en viktig rådgivare åt Jakob I av England, där han agerade som lordsigillbevarare. 1606 utsågs han till Keeper of the Great Park, vilket var en park som Henrik VIII av England lät grunda vid Nonsuch Palace. Worcester avled den 3 mars 1628 och begravdes i Church of St Cadoc i Wales.

## Familj
Worcester gifte sig i december 1571 med Elizabeth Somerset, grevinna av Worcester, dotter till Francis Hastings, 2:e earl av Huntingdon och Catherine Pole, och tillsammans fick de femton barn, där några av dessa var:
- Henry Somerset, 5:e earl av Worcester.
- Thomas Somerset, 1:e viscount Somerset (född 1579, död 1649), som gifte sig med Helen Barry 1616.
- Katherine Somerset (död 6 november 1654), som gifte sig med Thomas Windsor, 6:e baron Windsor.
- Blanche Somerset (död 28 oktober 1649), som gifte sig med Thomas Arundell, 2:e baron Arundell av Wardour.
- Frances Somerset, som gifte sig med William Morgan, 1:e baronet av Llantarnam.